# Есб'єрг (аеропорт)
Аеропорт Есб'єрг (дан. Esbjerg Lufthavn) (IATA: EBJ, ICAO: EKEB) — невеликий аеропорт, розташований за 9,2 км NE від Есб'єрга, Данія. Аеропорт був відкритий 4 квітня 1971 року. Головне використання аеропорту Есб'єрга — геліпорт для вильотів на нафтові та газові платформи Північного моря.

## Авіалінії та напрямки
| Авіакомпанія         | Пункт призначення                      |
| -------------------- | -------------------------------------- |
| Danish Air Transport | Абердин, Ставангер Сезонний: Борнгольм |
| Loganair             | Абердин                                |